# Bogo
Bogo je moško osebno ime.

## Izvor imena
Ime Bogo je skrajšana različica moških osebnih imen Bogdan, Bogoljub, Bogomil, Bogomir in Bogoslav.

## Pogostost imena
Po podatkih Statističnega urada Republike Slovenije je bilo na dan 31. decembra 2007 v Sloveniji število moških oseb z imenom Bogo: 43.

## Osebni praznik
Osebe z imenom Bogo lahko godujejo takrat kot zgoraj navedena imena.